# Haarlemmerliede en Spaarnwoude
Haarlemmerliede en Spaarnwoude  è una ex-municipalità dei Paesi Bassi situata nella provincia dell'Olanda Settentrionale.
Soppressa il 1º gennaio 2019, il suo territorio è andato a integrare quello della municipalità di Haarlemmermeer.